# Joachim Nerz
Dr. Joachim Nerz ( 1964) es un taxónomo, y botánico alemán, especializado en los géneros de carnívoras Heliamphora y Nepenthes. Nerz ha descripto varias nuevas especies, mayormente con Andreas Wistuba.

## Algunas publicaciones
- Schlauer, J. & J. Nerz 1994. Notes on Nepenthes (Nepenthaceae). I. Contributions to the Flora of Sumatra. Blumea 39: 139–142
- Nerz, J. & A. Wistuba 1994. Five new taxa of Nepenthes (Nepenthaceae) from North and West Sumatra. Carnivorous Plant Newsletter 23(4): 101–114
- Nerz, J. 1996. Untersuchungen zum Abwehrverhalten der Fichte (Picea abies) während der Mykorrhizierung und bei Befall mit Pathogenpilzen. Editor Tübingen, 171 pp.
- Nerz, J., P. Mann, T. Alt & T. Smith 1998. Nepenthes sibuyanensis, a new Nepenthes from Sibuyan, a remote island of the Philippines. Carnivorous Plant Newsletter 27(1): 18–23
- Nerz, J. 1998. Rediscovery of an outstanding Nepenthes: N. aristolochioides (Nepenthaceae). Carnivorous Plant Newsletter 27(3): 101–114
- Nerz, J. & A. Wistuba 2000. Heliamphora hispida (Sarraceniaceae), a new species from Cerro Neblina, Brasil-Venezuela. Carnivorous Plant Newsletter 29(2): 37–41
- Thiv, M. & J. Nerz 2000. Saccifolium, oder die bemerkenswerte Geschichte einer der seltensten Tepui-Pflanzen. Der Palmengarten 64(1): 11–16
- Nerz, J. 2004. Heliamphora elongata (Sarraceniaceae), a new species from Ilu-Tepui. Carnivorous Plant Newsletter 33(4): 111–116
- Wistuba, A., T. Carow, P. Harbarth & J. Nerz 2005. Heliamphora pulchella, eine neue mit Heliamphora minor (Sarraceniaceae) verwandte Art aus der Chimanta Región in Venezuela. Das Taublatt 53(3): 42–50
- Nerz, J. & A. Wistuba 2006. Heliamphora exappendiculata, a clearly distinct species with unique characteristics. Carnivorous Plant Newsletter 35(2): 43–51
- Nerz, J., A. Wistuba & G. Hoogenstrijd 2006. Heliamphora glabra (Sarraceniaceae), eine eindrucksvolle Heliamphora Art aus dem westlichen Teil des Guayana Schildes. Das Taublatt 54: 58–70
- Wistuba, A., J. Nerz & A. Fleischmann 2007. Nepenthes flava, a new species of Nepenthaceae from the northern part of Sumatra. Blumea 52: 159–163
- Nerz, J. & A. Wistuba 2007. Nepenthes mantalingajanensis (Nepenthaceae), eine bemerkenswerte neue Spezies aus Palawan (Philippinen). Das Taublatt 55(3): 17–25
- Fleischmann, A., A. Wistuba & J. Nerz. 2009. Three new species of Heliamphora (Sarraceniaceae) from the Guayana Highlands of Venezuela. Willdenowia 39(2): 273–283. doi 10.3372/wi.39.39206

- La abreviatura «Nerz» se emplea para indicar a Joachim Nerz como autoridad en la descripción y clasificación científica de los vegetales.[2]